# Det tyske koloniimperium
 Der er for få eller ingen kildehenvisninger i denne artikel, hvilket er et problem. Du kan hjælpe ved at angive troværdige kilder til de påstande, som fremføres i artiklen.

Det tyske koloniimperium kom kun til at udgøre en beskeden og ret kortvarig del af Europas kolonialvælde. Det Tyske Kejserrige blev først skabt i 1871, og den tyske rigskansler, Otto von Bismarck, prioriterede rigets europæiske konsolidering. Først i 1880- og 1890-erne erhvervede riget nogle kolonier i Afrika og Stillehavet, og en vigtig årsag hertil var, at det var populært hos de tyske vælgere snarere end, at det indebar økonomiske fordele for Tyskland. Samtlige kolonier gik tabt ved Versaillesfreden, efter det tyske nederlag i 1. verdenskrig.
Tidligere stater på tysk jord havde visse koloniale besiddelser: den første tyske stat, som i større udstrækning stræbte efter at få landejendom i andre verdensdele, var Mark Brandenburg (forgængeren til kongeriget Preussen).

## Tyske kolonier forud for rigets samling 1871
- Venezuela ("Lille-Venedig"), forpagtet 1528 til 1556
- Hanausch Indien (ikke realiseret)
- Brandenburg-Preussens besiddelser
  - Groß Friedrichsburg (i dag del af Ghana), koloni 1683–1718
  - øen Arguin (i dag del af Mauretanien), koloni 1685–1721
  - St. Thomas (i dag Amerikanske Jomfruøer), forpagtet 1685–1720
  - øen Vieques (i dag Puerto Rico), annekteret 1689–1693

## Det tyske kejserriges besiddelser

### Det tyske riges kolonier og forvaltningsområder
1. Tysk Sydvestafrika, koloni 1884-1918 (nuværende Namibia)
2. Tysk Vestafrika, 1884–1919, erhvervet af Gustav Nachtigal
  1. Togoland, koloni 1884-1919 (fra 1905 Togo, i dag Togo og østlige Ghana)
  2. Tysk Kamerun, koloni 1884-1919, i dag Cameroun, østlige Nigeria, dele af Tchad, vestlige Centralafrikanske republik, nordøstlige del af Republikken Kongo, nordlige Gabon.
3. Tysk Østafrika, koloni 1885-1919 (fastlandsdelen af nuværende Tanzania samt nuværende Rwanda og nuværende Burundi)
4. Tysk Wituland (i dag sydlige del af Kenya), koloni 1885-1890
5. Tysk Somalikyst, 1885–1888, i dag del af Somalia
6. Tysk Ny Guinea, koloni 1885-1914 (nordlige del af nuværende Papua Ny Guinea)
  1. Kaiser-Wilhelms-Land (i dag del af Papua Ny Guinea)
  2. Bismarckarkipelaget (i dag del af Papua Ny Guinea)
  3. Bougainville-øerne (i dag del af Papua Ny Guinea)
  4. nordlige Salomonøer, 1885–1899 (i dag Salomonøerne)
  5. nordlige Marianerne, 1899–1919 (i dag Nordmarianerne styres af USA)
  6. Marshalløerne, 1885–1919 (selvstændige siden 1990)
  7. Palau, 1899–1919 (selvstændigt siden 1994)
  8. Karolinerne (Mikronesien), 1899–1919 (selvstændigt siden 1990)
  9. Nauru, 1888–1919 (selvstændigt siden 1968)
7. Kiao-tshou (oprindelig forpagtet for 99 år fra Kina), koloni 1898-1914
8. Samoa (Deutsch-Samoa), koloni 1899-1919

### Otto von Bismarck og kolonierne
Efter det Tyske riges oprettelse i 1871 spillede kolonialpolitik en underordnet rolle. Ikke mindst Otto von Bismarck var imod territoriale besiddelser uden for det europæiske kontinent. Bismarck så kun små økonomiske fordele og samtidig forventede han, at det ville føre til politiske stridigheder med andre europæiske stormagter. I 1870-erne voksede imidlertid propagandaen for, at også Tyskland skulle skaffe sig kolonier. I 1873 oprettedes Afrikanische Gesellschaft in Deutschland og i 1882 fulgte oprettelsen af Deutscher Kolonialverein, en interesseorganisation for oprettelsen af tyske kolonier. I 1884 fulgte Gesellschaft für deutsche Kolonisation (GfdK), og de to fusionerede i 1887 til Deutsche Kolonialgesellschaft (DKG). Man talte om en "koloni-feber" i den tyske offentlighed.
Året 1884 markerer den egentlige start for Tysklands kolonipolitik. Med Storbritannien som forbillede gav Otto von Bismarck tilsagn om beskyttelse til områder, som tyske købmænd havde taget i besiddelse. Tyskland ville minimere egne tiltag og gav i form af statslige beskyttelsesbreve sikkerhed for private koloniinteresser om at ville sikre handelen og forvaltningen. Under en tid med afspænding over for de andre stormagter begyndte dette "koloniale eksperiment", fortsat under skepsis fra kanslerens side. Tyskland fulgte nu Storbritannien og Frankrig i at tegne lige linjer på kortene over Afrika, og samme år afholdtes Berlinkonferencen.
I 1884 tog man Tysk Sydvestafrika under beskyttelse, et område som var taget i besiddelse af købmanden Adolf Lüderitz (der har givet navn til Lüderitzbugten i nutidens Namibia). I juli samme år fulgte Togoland og Kamerun. I 1885 afsluttedes den første tyske kolonialpolitiske runde, da Tyskland overtog områder i det østlige Afrika, Tysk Østafrika fra det af Carl Peters ledede Gesellschaft für deutsche Kolonisation og Wituland. Tyskland tog også områder i Stillehavet i besiddelse. Efterhånden gik det dog de private foretagender og organisationer dårligere og dårligere med hensyn til at forvalte kolonierne på grund af en dårlig økonomi og sikkerhed. Det endte med, at Tyskland blev tvunget til selv at gå ind og direkte styre kolonierne og formelt stille dem under statslig forvaltning.
I 1890 fulgte Helgoland-Zanzibar-aftalen med Storbritannien. Helgoland blev tysk lige som Caprivi-striben, i dag en del af Namibia. Tyskland overlod Wituland i nutidens Kenya og sine krav på Uganda til briterne.

### Frem til 1. verdenskrig
Under kejser Wilhelm 2. forsøgte Tyskland ved skabelsen af nye handelsrepræsentationer at forøge sin indflydelse som kolonimagt. Denne periode kendetegnedes ved en politik af ekspansionssværmeri og voksende militær oprustning, ikke mindst af den kejserlige marine som led i markeringen af Tyskland som en af stormagterne. Denne politik af national prestige stod i kontrast til den mere pragmatiske politik, som var blevet ført af Bismarck. Denne periode indledtes i 1897 i forbindelse med at den tyske udenrigsminister Bernhard von Bülow i en rigsdagsdebat deklarerede, at Tyskland ikke ville sidde i nogens skygge men at man også kunne kræve sin plads i solen. Denne nye politik benævnes Weltpolitik.
Der imod indebar den nye politik ikke, at Tyskland under denne periode fik skaffet sig særligt mange nye koloniområder. I 1888 annekteredes Nauru, i 1898 fulgte aftalen om Kiautschou med Kina, og i 1899 øer i den mellemste del af Stillehavet samt Samoa i den sydlige del. I 1911 blev en del af Fransk Kongo en del af Kamerun, det såkaldte Nye Kamerun, Neukamerun. I 1898 oprettedes tillige en "koloni skole" i Witzenhausen for at uddanne tyskere, som skulle til kolonierne i jordbrug.
Politikken i kolonierne prægedes på samme tid af, at lokalbefolkningen behandledes værre. 1904 startede Herero-oprøret i Tysk Sydvestafrika, hvilket endte i folkemordet på herero- og namafolkene efter, at Lothar von Trotha havde drevet dem ud i ørkenen, hvor 80.000 hereros og 10.000 namas angiveligt døde. I Tysk Østafrika indtraf 1905-1906 Maji-Maji-oprøret, hvor 100.000 af den oprindelige befolkning menes døde. Disse hændelser førte til en debat i Tyskland om den tyske kolonialpolitik og 1907 nyvalg til rigsdagen handlede om koloniernes fremtid. Det førte til, at forholdene i kolonierne forbedredes.

### Tyske besiddelser under 1. verdenskrig
Efter 1. verdenskrig mistede Tyskland sine kolonibesiddelser, som opdeltes mellem krigens sejrende magter.
- Storbritannien: Tysk Sydvestafrika (Sydafrika), Tysk Østafrika, dele af Kamerun og vestlige Togo
- Frankrig: Kamerun og østlige Togo
- Japan: Kiautschou (til Kina 1922), Marianerne, Karolinerne, Marshalløerne og Palau
- Belgien: Rwanda og Burundi
- Portugal: Kionga-Dreieck
- Australien: Tysk Ny Guinea
- New Zealand: Samoa (under Folkeforbundets mandat)
- Australien, New Zealand og Storbritannien i fællesskab: Nauru

## Tyskland og kolonialisme i mellemkrigstiden
Versaillestraktaten 1919 foreskrev, at Tyskland mistede alle ikke-europæiske besiddelser, men også at alle tyskere bortset fra dem i Tysk Sydvestafrika skulle forlade områderne. I Weimarrepublikken rejste visse foreninger krav om at få kolonierne tilbage, men i slutningen af 1920-erne forsvandt spørgsmålet mere og mere. De, som holdt liv i emnet, var foreninger, som fra 1922 samledes i Koloniale Reichsarbeitsgemeinschaft (KORAG). De, som fortsat krævede kolonierne tilbage, så i forbindelse med nazisternes magtovertagelse nye muligheder. I 1933 oprettedes et Reichskolonialbund, hvor nazisterne førte en politik rittet mod de tidligere kolonier. Blandt andet omdøbte man gader og pladser efter personer i den tyske kolonihistorie, og man rejste mindesmærker med erindringsarrangementer. Det mest kendte i Reichskolonialehrendenkmal i Bremen, i dag Antikolonialdenkmal. Bremen havde titlen Stadt der Kolonien og her fandtes Deutsches Kolonial- und Überseemuseum. Regimet forestod også film og udstillinger om kolonierne.
I 1937 krævede Adolf Hitler offentligt, at Tyskland skulle genvinde kolonierne og man skitserede planer om at overtage de britiske og franske kolonier Nigeria, Uganda og Kenya samt Fransk Ækvatorialafrika og Dahomey inden for rammerne af et "Tysk Centralafrika" (Deutsch-Mittelafrika). Planerne indeholdt også raceadskillelse i kolonierne og en plan om at deportere jøder til Madagaskar. Neuschwabenland blev på samme tid genstand for et tysk krav. Men nazisterne var især interesserede i ekspansion mod det østlige og sydøstlige Europa. Kolonier i Afrika og andre dele af verden var ikke prioriterede i regimets ekspansionspolitik.

### Tyske krav for andre regioner
- Neuschwabenland (del af Antarktis)

## Tyskland og indbyggerne i kolonierne
De tyske herskere i kolonierne indførte et strengt bureaukrati og straffede den indfødte befolkning, som brød mod ordningen, hårdt. Carl Peters, som forestod koloniseringen af Tysk Østafrika, blev berygtet for sine gerninger og blev 1897 afskediget fra sin post.
Den tyske kolonialisme medførte også en indvandring fra kolonierne til Tyskland. I uddannelsesøjemed sendtes afrikanere fra kolonier til Tyskland, især for at lære håndværksfag, men også universitetsstudier forekom. Rejser kunne foretages med Woermann-linjen med bådrejser til Duala i Kamerun og Lome i Togo samt Tysk Sydvestafrika og Tysk Østafrika. Andre kom som tolke i det afrikanske sprog eller som indenlandske soldater fra beskyttelsestropperne, de såkaldte askaris. Yderligere en gruppe var de, som regel unge, som fulgte med som tjenestefolk for tyskere, som havde boet i kolonierne. Mange forblev i Tyskland.
Mange af dem, som flyttede til Tyskland, virkede for mere humane forhold i kolonierne. Diskussionerne tiltog i styrke og førte til visse forbedringer i slutningen af den tyske kolonitiden. Der var også tyskere, som ud fra sine indtryk i kolonierne kritiserede den tyske kolonipolitik. Soldaten Hans Paasche, som var udstationeret i Tysk Østafrika og senere blev pacifist, krævede en menneskelig behandling af lokalbefolkningen i kolonierne. I Paasches bog Die Forschungsreise des Afrikaners Lukanga Mukara ins innerste Deutschland udgav Paasche sig for at være Lukanga Mukara, som er på besøg i Europa og som fra en udefra kommendes perspektiv kritisk beskriver det europæiske samfund.
Modsat andre kolonialmagter findes i dag få forbindelses mellem det tidligere moderland og tidligere kolonier. Muligvis kan Namibia ses som en undtagelse, idet man fortsat har en tysktalende minoritet.